# Кривий Ріг (автовокзал)
Автовокзал «Кривий Ріг» — центральний автовокзал Кривого Рогу, обслуговує міжміські та міжнародні рейси.

## Основні напрямки

### Місцевого формування
- Кривий Ріг — Київ («Видубичі»)
- Кривий Ріг — Харків
- Кривий Ріг — Одеса
- Кривий Ріг — Дніпро
- Кривий Ріг — Запоріжжя
- Кривий Ріг — Миколаїв
- Кривий Ріг — Маріуполь
- Кривий Ріг — Вінниця
- Кривий Ріг — Херсон
- Кривий Ріг — Полтава-1
- Кривий Ріг — Черкаси
- Кривий Ріг — Суми
- Кривий Ріг — Кам'янське-1
- Кривий Ріг — Кропивницький
- Кривий Ріг — Кременчук
- Кривий Ріг — Слов'янськ
- Кривий Ріг — Бердянськ
- Кривий Ріг — Бахмут
- Кривий Ріг — Первомайськ
- Кривий Ріг — Горішні Плавні
- Кривий Ріг — Світловодськ
- Кривий Ріг — Миргород
- Кривий Ріг — Подільськ
- Кривий Ріг — Каховка
- Кривий Ріг — Вознесенськ
- Кривий Ріг — Новомиргород
- Кривий Ріг — Верхньодніпровськ
- Кривий Ріг — Кирилівка
- Кривий Ріг — Лазурне
- Кривий Ріг — Стрілкове
- Кривий Ріг — Варшава
- Кривий Ріг — Прага
- Кривий Ріг — Ростов-на-Дону

### Транзитні
- Харків — Миколаїв
- Одеса — Махачкала
- Одеса — Дніпро
- Дніпро — Умань
- Дніпро — Інгулець
- Дніпро — Вознесенськ
- Дніпро — Нова Одеса
- Дніпро — Очаків
- Дніпро — Зеленодольськ
- Запоріжжя — Первомайськ
- Кропивницький — Нікополь
- Жовті Води — Генічеськ
- Жовті Води — Стрілкове
- Нікополь — П'ятихатки

## Скасовані маршрути з2014року
- Одеса — Донецьк-Південний
- Одеса — Луганськ
- Донецьк-Західний — Миколаїв
- Донецьк-Західний — Чернівці
- Кривий Ріг — Ялта
- Терни — Євпаторія
- Терни — Судак
- Терни — Оленівка
- Луганськ — Миколаїв
- Кривий Ріг — Шахтарськ
- Кропивницький — Ялта
- Луганськ — Кишинів